# The Joneses
The Joneses (Brasil: Amor por Contrato / Portugal: Uma Família com Etiqueta) é um filme estadunidense de comédia dramática de 2009, escrito e dirigido por Derrick Borte. É estrelado por Demi Moore, David Duchovny, Amber Heard e Ben Hollingsworth. Ele estreou no Festival Internacional de Cinema de Toronto em 13 de setembro de 2009. Roadside Attractions mais tarde comprou os direitos de distribuição para os cinemas dos Estados Unidos. Ele teve um lançamento limitado em 16 de abril de 2010 e foi lançado em DVD e Blu-ray em 10 de agosto de 2010. Ele recebeu uma versão para os cinemas no México em 20 de agosto de 2010.
O filme é considerado uma sátira e crítico da sociedade de consumo e seu consumismo capitalista. A história segue a família Jones que só fingem ser parentes e trabalham para uma empresa de marketing indireto cuja especialidade é provocar o desejo de consumo nas pessoas à volta deles. A família Jones acabou de se mudar para um bairro de condomínio fechado de classe média alta, seus novos vizinhos não sabem, mas eles são pagos para exibir nas festas e recepções aos colegas de trabalho, amigos do colégio ou mulheres no salão de beleza os produtos que lhe foram designados a fazerem propaganda.
O filme recebeu críticas mistas e positivas. Revisões do Rotten Tomatoes mostram que 61% dos críticos deram ao filme uma avaliação positiva baseada em 103 avaliações, com uma pontuação média de 6.2/10.

## Sinopse
Kate, Steve, Mick e Jenn Jones se mudam para um subúrbio de luxo sob o pretexto de serem uma família típica se mudando devido à natureza mutável das carreiras de Kate e Steve. Na realidade, Kate é líder de uma equipe de profissionais de marketing indireto, vendedores profissionais que disfarçam a colocação de produtos como uma rotina diária. Suas roupas, acessórios, móveis e até alimentos são cuidadosamente planejados e estocados por várias empresas para criar visibilidade em um mercado consumidor desejável. Enquanto a equipe de Kate é altamente eficaz, Steve é novo na equipe, Jenn é uma ninfomaníaca com tendência a atacar de forma verbal seus pais falsos, e uma revisão de 30 dias está se aproximando rapidamente.
A equipe rapidamente ingrata na comunidade, mudando lentamente de exibir produtos para recomendá-los. Em breve, lojas e empresas locais estão estocando produtos com base nos estilos de tendência dos Jones. No entanto, no final da revisão de 30 dias, Steve descobre que ele tem os números de vendas mais baixos da equipe, e o trabalho de Kate está em perigo, a menos que ele possa aumentar seus números antes da próxima revisão em 60 dias. Eventualmente, Steve começa a encontrar uma tática de vendas que funciona jogando com os medos de seus vizinhos e simpatizando com suas carreiras monótonas, repetitivas e não realizadas. Como alguém frustrado com seu trabalho e desconectado de sua "família" falsa, Steve procurou seus produtos para se divertir. Quando ele reconhece esse mesmo padrão em seus vizinhos, suas vendas começam a aumentar constantemente, à medida que ele começa a lançar produtos como a solução para o tédio suburbano e a gerar "burburinho" por meio de insurgentes.
A dinâmica da equipe se torna mais complicada quando Kate se aplica à técnica também. Percebendo que eles podem impulsionar as vendas aperfeiçoando sua dinâmica familiar falsa para vender a imagem de um estilo de vida, as linhas entre atuação e realidade começam a se romper. As coisas também ficam mais complicadas quando Mick se vê cada vez mais próximo de uma garota impopular da escola secundária, Naomi (Christine Evangelista), em quem ele pode confiar, enquanto o flerte de Jenn com Alex Bayner (Robert Pralgo) (um dos homens da vizinhança) levanta suspeitas dos vizinhos. A cobertura da equipe quase explodiu várias vezes: uma vez quando um velho conhecido de Steve o reconhece em um restaurante, outra vez quando as indiscrições de Jenn quase expõem sua idade real e depois de uma festa em que Mick comercializa álcool para menores.
Eventualmente, cada membro da equipe descobre que a pretensão constante destrói lentamente seus desejos individuais. Os sonhos de Jenn de fugir com um homem rico e mais velho terminam quando ela percebe que estava sendo usada por Alex. Mick tem uma crise de consciência quando Naomi sofre um acidente de carro depois de beber demais um refrigerador de vinho que a família estava comercializando para os adolescentes. Pior, quando ele se desentende com o irmão de Naomi, ele dá um soco em Mick com raiva.
Depois de criar números quase recordes, Steve tem a chance de ingressar em uma unidade de "ícones" sozinha. Ele se recusa, sabendo que esse é o sonho de Kate e porque ele acredita que a "família" pode fazer isso juntos. Quando o amigo mais próximo de Steve na comunidade, Larry (Gary Cole), revela que ele vai perder a casa porque ele excedeu seu crédito. Steve tenta novamente ver se Kate quer algo mais do que um casamento fingido. Ela o rejeita e, no dia seguinte, Steve descobre, horrorizado, que Larry tirou a própria vida por causa das dívidas. Atordoado, Steve confessa à comunidade a verdadeira natureza de seu trabalho. Com as capas estouradas, o restante dos Jones sai rapidamente e é transferido para um novo lar. Steve recusa a oferta de ingressar em um novo trabalho e rastreia a família até seu novo local. Lá, ele se reúne com Kate e tenta uma última vez convencê-la a sair. Embora hesitante, ela o segue para fora da cidade e concorda em conhecer sua família no Arizona.

## Elenco
- David Duchovny como Steve Jones
- Demi Moore como Kate Jones
- Amber Heard como Jenn Jones
- Ben Hollingsworth como Mick Jones
- Gary Cole como Larry Symonds
- Glenne Headly como Summer Symonds
- Lauren Hutton como KC, chefe dos Joneses
- Chris Williams como Billy, proprietário do salão
- Christine Evangelista como Naomi Madsen
- Robert Pralgo como Alex Bayner
- Tiffany Morgan como Melanie Bayner
- Wilbur Fitzgerald como Golfer